# Euscorpius
Euscorpius Thorell, 1876 è un genere di scorpioni della famiglia Euscorpiidae.

## Descrizione
Possiedono solitamente delle dimensioni ridotte (20-60 mm) e sono caratterizzati da grandi chele e coda piuttosto lunga e sottile. Il telson al termine della coda viene usato quasi prevalentemente a scopo difensivo o per inoculare il veleno nelle prede più grandi.

## Biologia

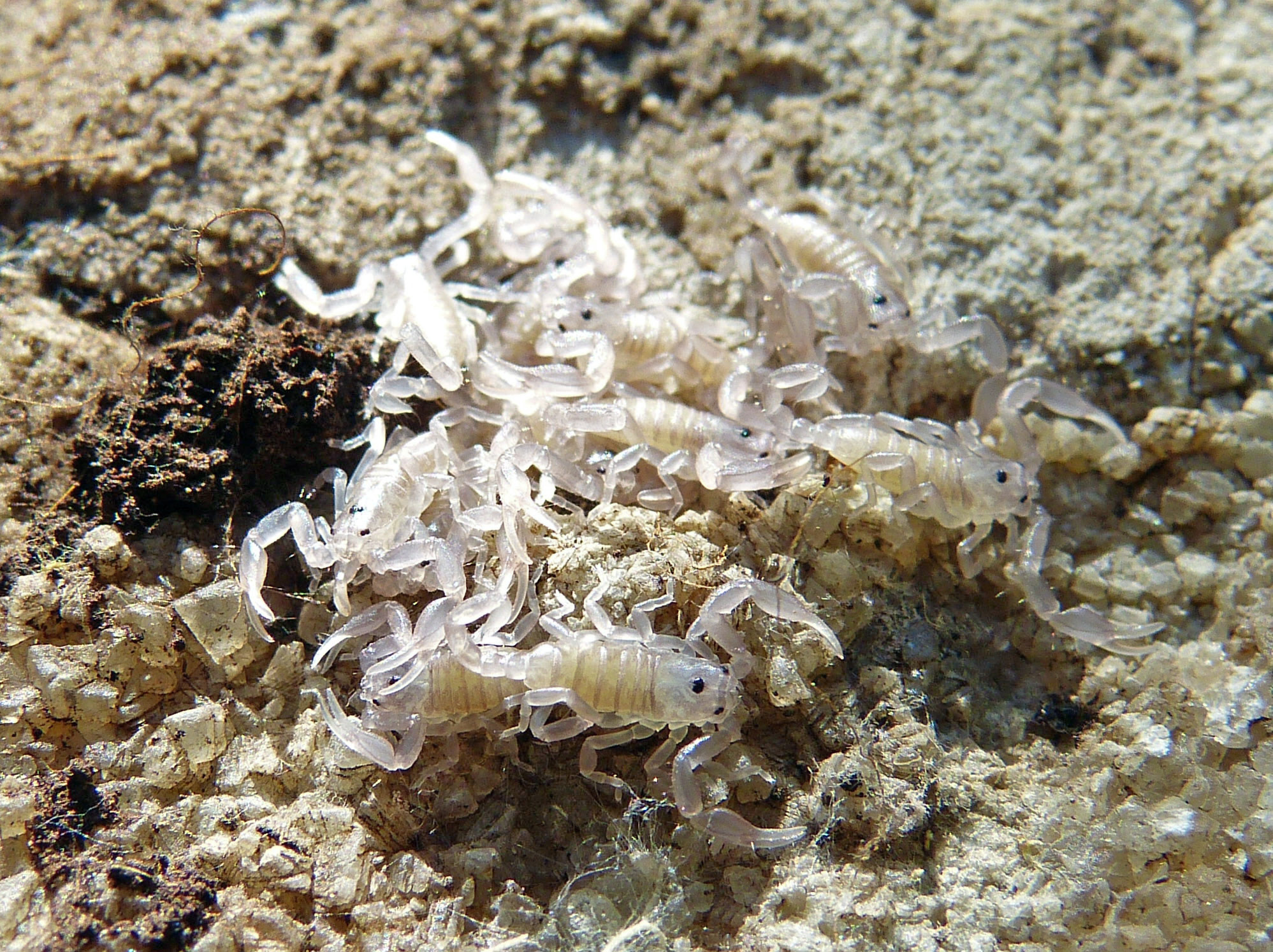
Giovanissimi esemplari di Euscorpius sp. nel Parco nazionale dei Monti Sibillini.

Come tutti gli scorpioni, gli Euscorpius hanno abitudini notturne e trascorrono il giorno in tane ricavate in crepe, anfratti, legnaie e nascosti sotto i sassi.
Sono piuttosto schivi e si riproducono nella stagione primaverile e in quella estiva.
La puntura (paragonabile a quella di un'ape) è generalmente innocua e, nel peggiore dei casi, provoca un leggero dolore e arrossamento della parte interessata.

## Distribuzione e habitat
Sono diffusi soprattutto nell'Europa mediterranea e si irradiano fino al sud dell'Europa centrale. Alcune specie sono state introdotte al di fuori dell'areale (per esempio in Inghilterra).

## Tassonomia
Di questo genere fanno parte le seguenti specie:
- Euscorpius alpha Caporiaco, 1950
- Euscorpius aquilejensis (C. L. Koch, 1837)
- Euscorpius arikani Yagmur & Tropea, 2015
- Euscorpius avcii Tropea, Yagmur, Koc, Yesilyurt & Rossi, 2012
- Euscorpius balearicus Caporiacco, 1950
- Euscorpius beroni Fet, 2000
- Euscorpius birulai Fet, Soleglad, Parmakelis, Kotsakiozi & Stathi, 2014
- Euscorpius candiota Birula, 1903
- Euscorpius carpathicus (Linnaeus, 1767)
- Euscorpius celanus Tropea, 2012
- Euscorpius ciliciensis Birula, 1898
- Euscorpius concinnus (C. L. Koch, 1837)
- Euscorpius corcyraeus Tropea & Rossi, 2012
- Euscorpius croaticus Di Caporiacco, 1950
- Euscorpius deltshevi Fet, Graham, Webber & Blagoev, 2014
- Euscorpius drenskii Tropea, Fet, Parmakelis, Kotsakiozi & Stathi, 2015
- Euscorpius erymanthius Tropea, Fet, Parmakelis, Kotsakiozi & Stathi, 2013
- Euscorpius feti Tropea, 2013
- Euscorpius flavicaudis (DeGeer, 1778)
- Euscorpius gamma Caporiaco, 1950
- Euscorpius germanus (C.L. Koch, 1837)
- Euscorpius giachinoi Tropea & Fet, 2015
- Euscorpius gocmeni Tropea, Yagmur & Yesilyurt, 2014
- Euscorpius hadzii Caporiacco, 1950
- Euscorpius italicus (Herbst, 1800)
- Euscorpius kinzelbachi Tropea, Fet, Parmakelis, Kotsakiozi & Stathi, 2014
- Euscorpius koschewnikowi Birula, 1900
- Euscorpius kritscheri Fet, Soleglad, Parmakelis, Kotsakiozi & Stathi, 2013
- Euscorpius lycius Yagmur, Tropea & Yesilyurt, 2013
- Euscorpius mingrelicus (Kessler, 1874)
- Euscorpius mylonasi Fet, Soleglad, Parmakelis, Kotsakiozi & Stathi, 2014
- Euscorpius naupliensis (C. L. Koch, 1837)
- Euscorpius oglasae Di Caporiacco, 1950
- Euscorpius ossae Di Capriacco, 1950
- Euscorpius parthenopeius Tropea, Parmakelis, Sziszkosz, Balanika & Bouderka, 2014
- Euscorpius phrygius Bonacina, 1980
- Euscorpius popovi Tropea, Fet, Parmakelis, Kotsakiozi & Stathi, 2015
- Euscorpius rahsenae Yagmur & Tropea, 2013[2]
- Euscorpius scaber Birula, 1900
- Euscorpius sicanus (C. L. Koch, 1837)
- Euscorpius solegladi Fet, Graham, Webber & Blagoev, 2014
- Euscorpius stahlavskyi Tropea, Fet, Parmakelis, Kotsakiozi & Stathi, 2014
- Euscorpius tauricus (C. L. Koch, 1837
- Euscorpius tergestinus (C.L. Koch, 1837)
- Euscorpius uludagensis Lacroix, 1995
- Euscorpius vailatii Tropea & Fet, 2015
- Euscorpius vignai Tropea, Fet, Parmakelis, Kotsakiozi & Stathi, 2014
- Euscorpius yagmuri Kovarik, Fet & Soleglad, 2014

Di queste, almeno 10 sono presenti in Italia: Euscorpius italicus, Euscorpius flavicaudis, Euscorpius alpha, Euscorpius celanus, Euscorpius gamma, Euscorpius germanicus, Euscorpius concinnus, Euscorpius sicanus, Euscorpius tergestinus ed Euscorpius oglasae.

### Alcune specie

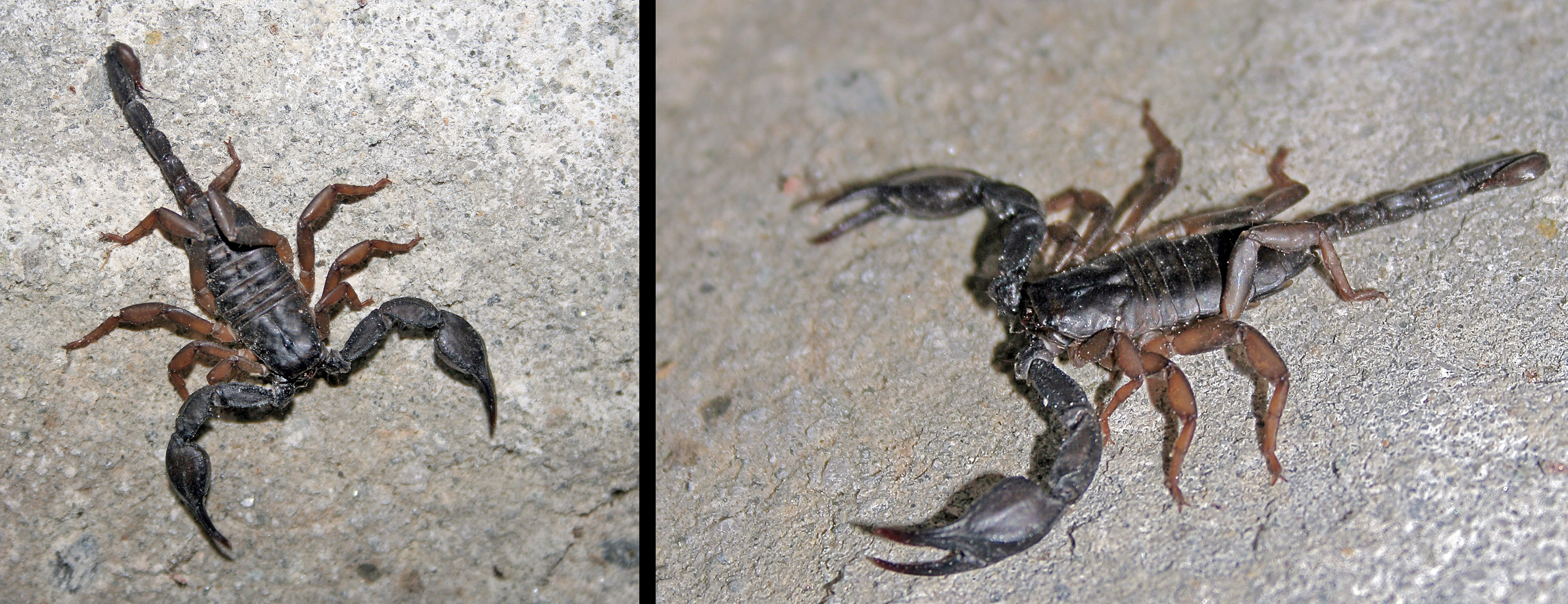
Euscorpius alpha
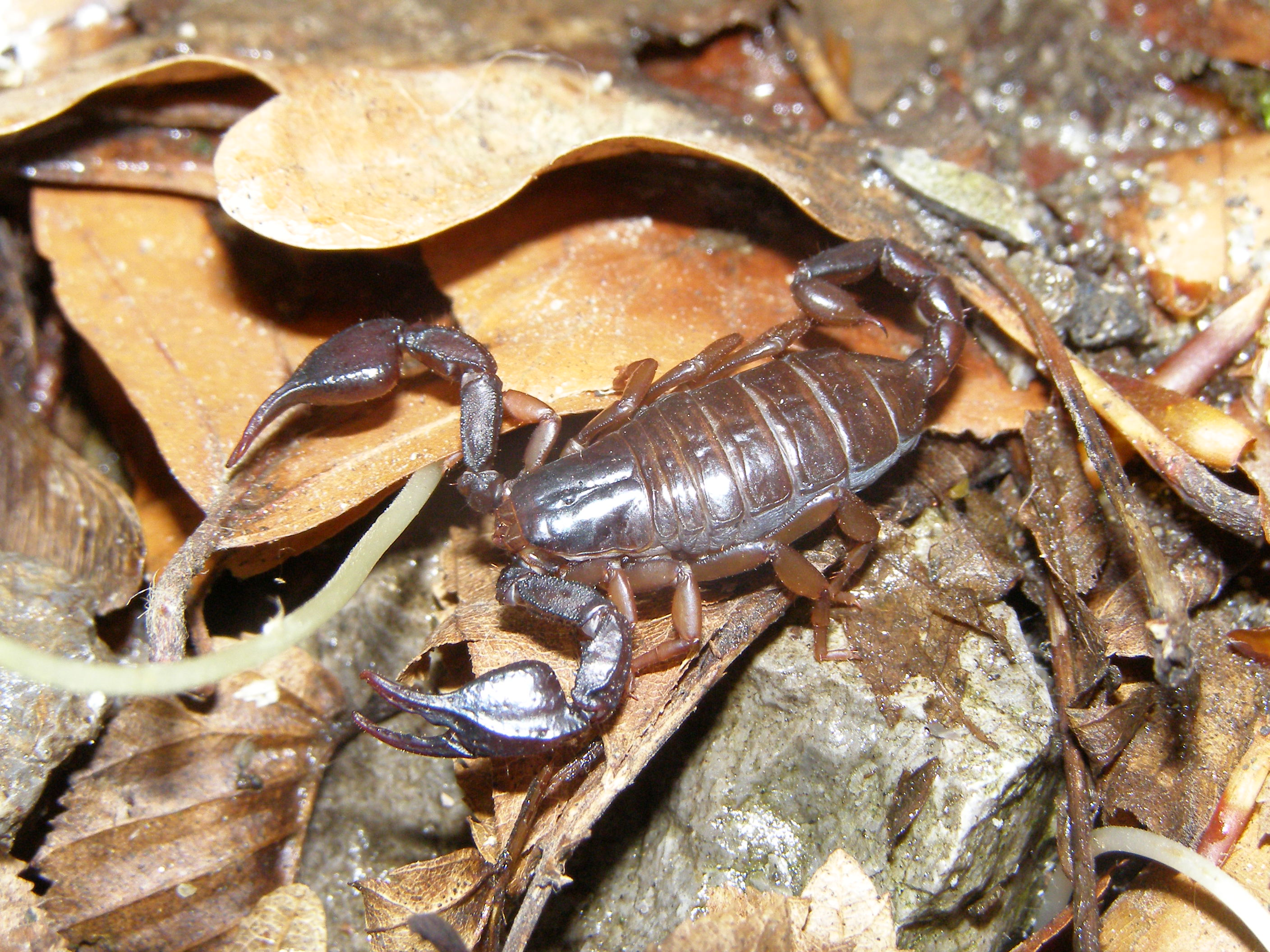
Euscorpius carpathicus
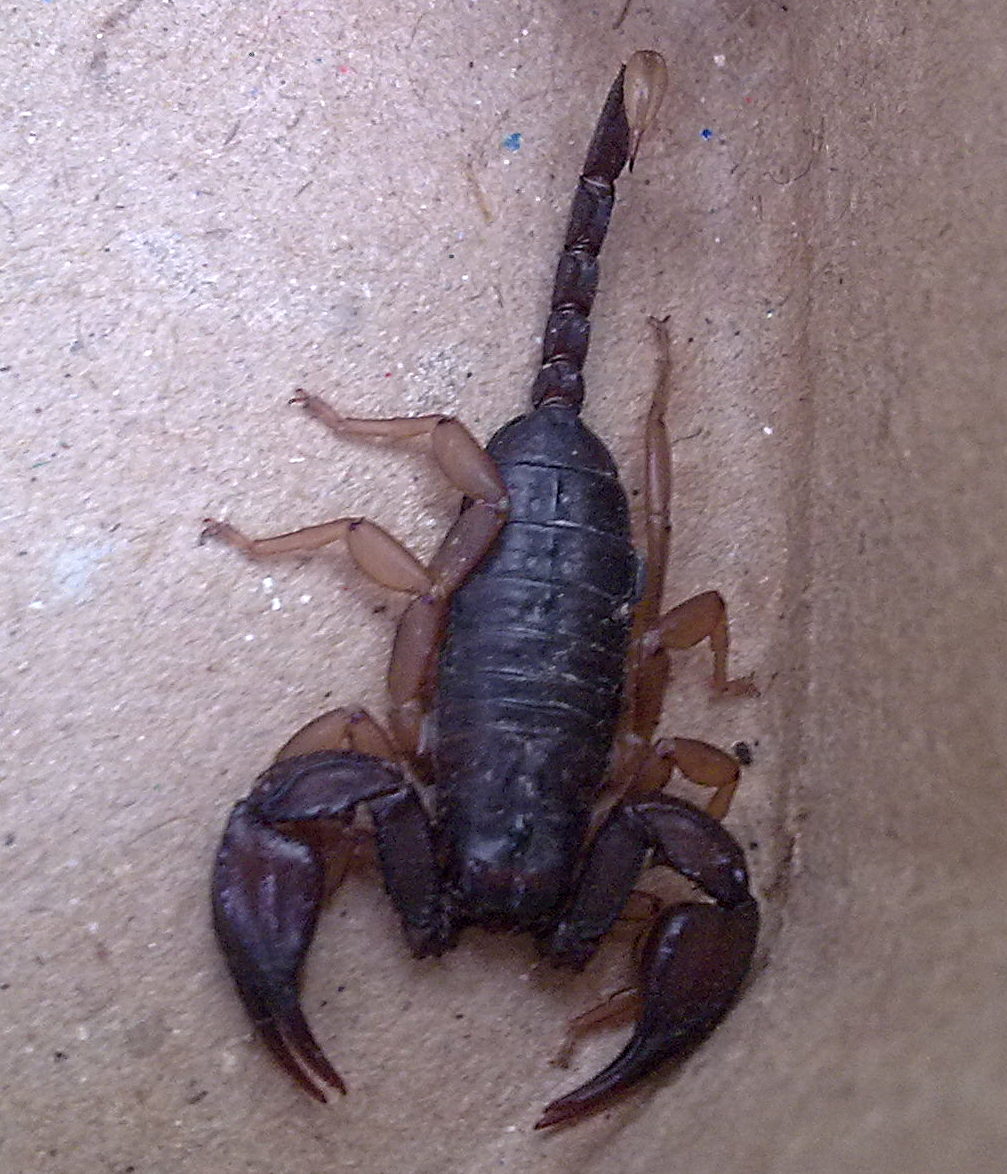
Euscorpius flavicaudis
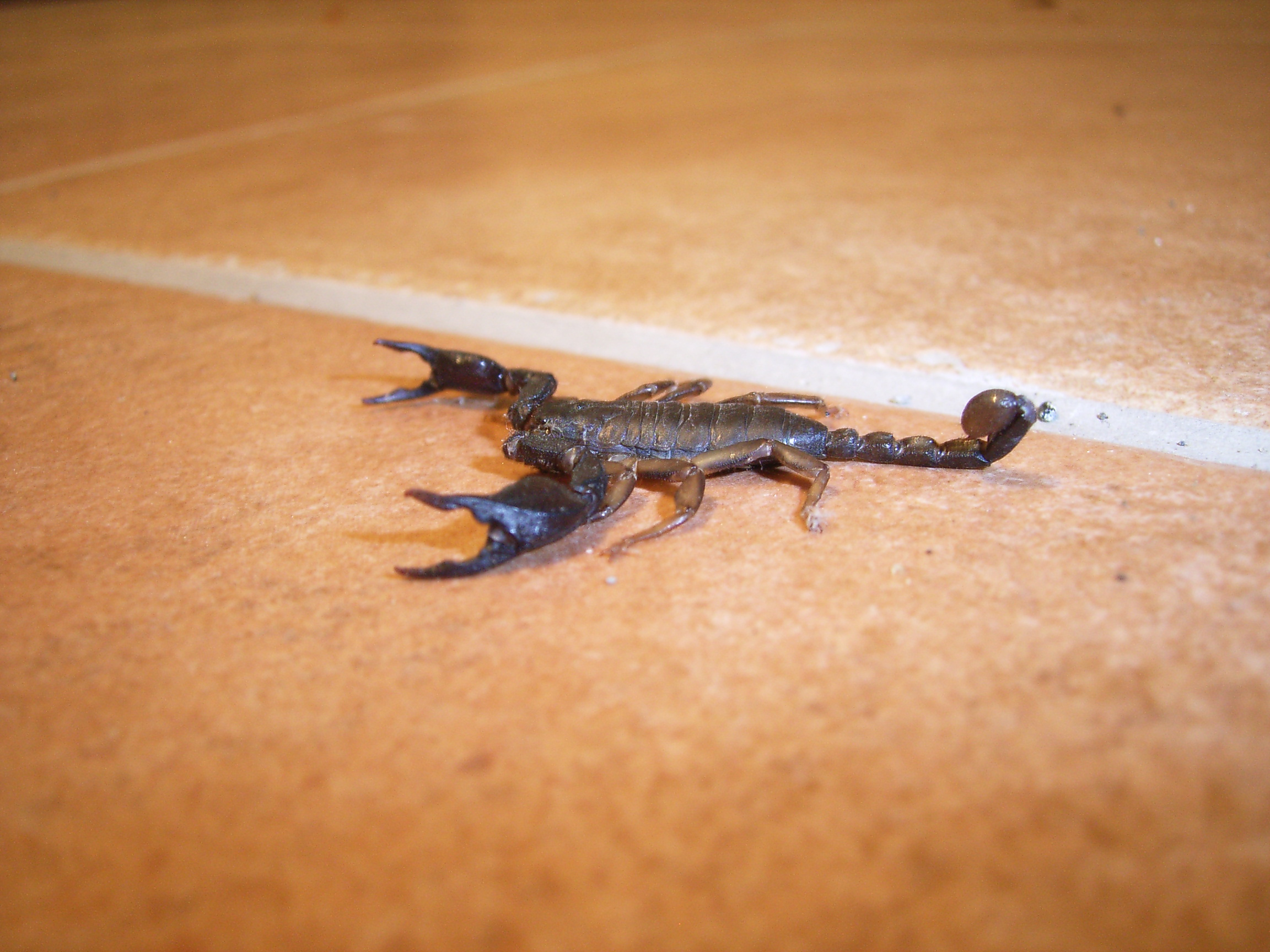
Euscorpius italicus
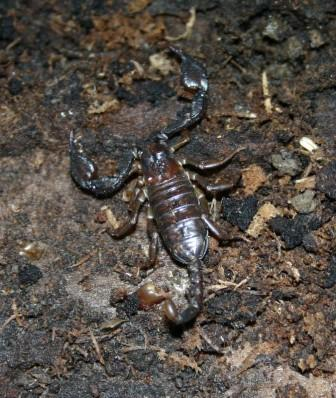
Euscorpius sicanus